# Mèze
Mèze település Franciaországban, Hérault megyében. Lakosainak száma 12 711 fő (2022. január 1.). Mèze Loupian, Marseillan, Montagnac, Pomérols, Sète és Villeveyrac községekkel határos.

## Népesség
A település népességének változása:
| Lakosok száma | 5005 | 5742 | 6502 | 9998 | 10 642 | 11 537 | 11 587 | 12 307 | 12 385 | 12 711 |
|               | 1968 | 1982 | 1990 | 2006 | 2013   | 2015   | 2017   | 2019   | 2020   | 2022   |